# أرت رينر
أرت رينر (بالإنجليزية: Art Renner)‏ هو عسكري أمريكي، ولد في 14 فبراير 1923 في ستورغيس في الولايات المتحدة، وتوفي بنفس المكان في 14 سبتمبر 1999.